# Palpomyia downesi
Palpomyia downesi är en tvåvingeart som beskrevs av Eileen D. Grogan och Wirth 1979. Palpomyia downesi ingår i släktet Palpomyia och familjen svidknott. Inga underarter finns listade i Catalogue of Life.